# 静岡県道416号静岡焼津線

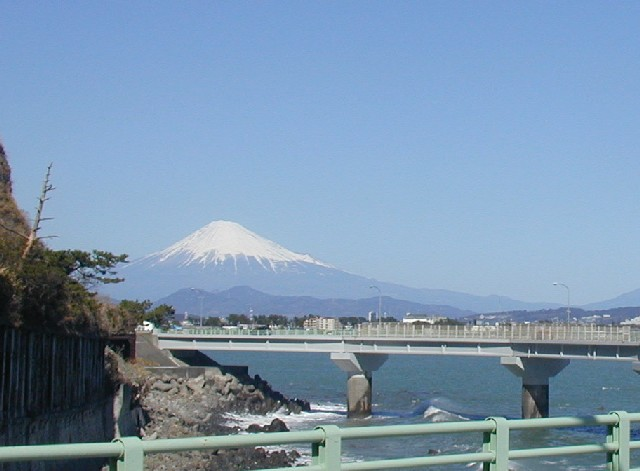
大崩海岸付近（静岡市）

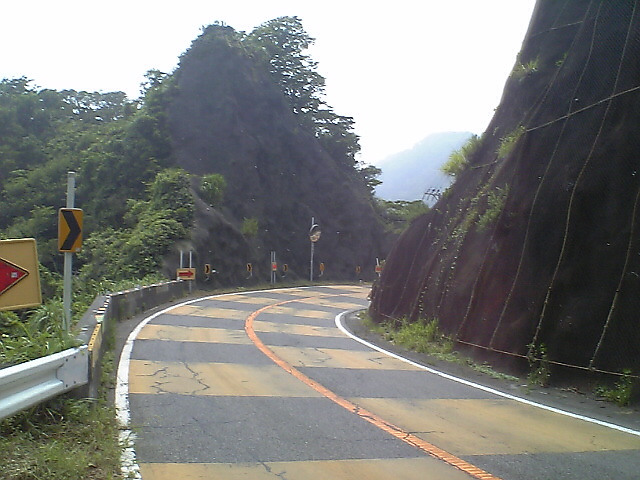
市境付近

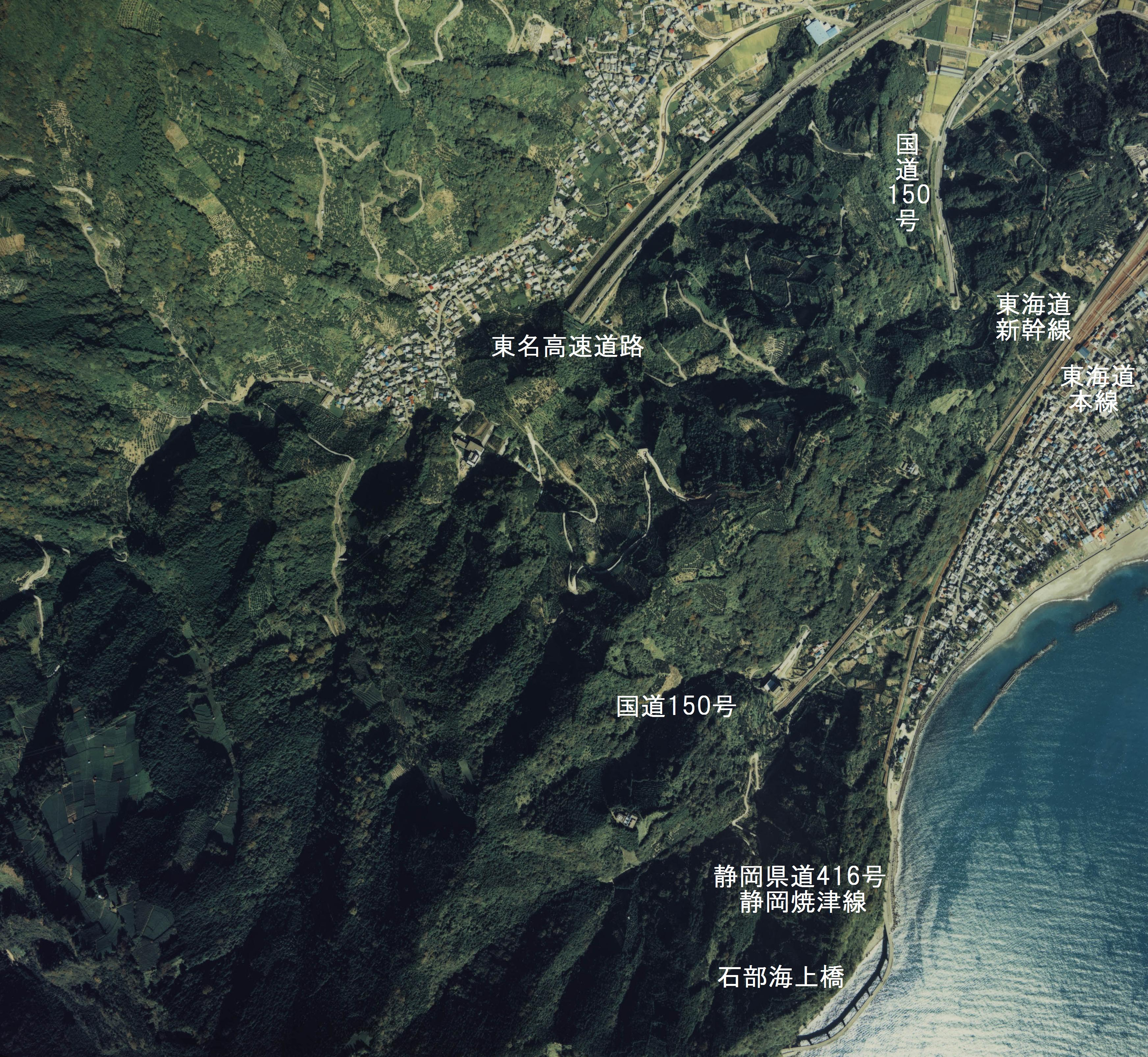
大崩海岸付近の航空写真。1988年。

静岡県道416号静岡焼津線（しずおかけんどう416ごう しずおかやいづせん）は静岡県静岡市駿河区から焼津市に至り、焼津市を縦貫する一般県道である。
大崩海岸と呼ばれる断崖絶壁の海岸沿いにのびる道路である。『大崩』の名の通り、度々崖崩れの被害に遭い、通行不能になる。

## 概要
本道路は、落石・崩落等の恐れがあるため、旧静岡土木事務所用宗支所の雨量計の連続雨量が80mmを超えると通行注意となり、100mmを超えると通行止めとなる
。

### 路線データ
- 起点：静岡市駿河区広野3丁目（国道150号交点）
- 終点：焼津市三和（国道150号交点）

## 歴史
北寄りの部分の別称である用宗街道（もちむねかいどう）の起点は旧東海道の安倍川橋（静岡県道208号藤枝静岡線）右岸である。
JR用宗駅の約2km南側では石部海上橋により海上にはみ出している事で知られるが、その区間は元々断崖沿いに道路が走っていた。しかし1971年（昭和46年）7月5日に乗用車を洞門ごと押しつぶす崖崩れ（死者1人）が発生したことにより通行不能となり、復旧に向けた調査の結果、落石覆いなどを増設しても安全を確保できないことが判明したため、旧道は放棄され廃道となった。翌1972年（昭和47年）7月に開通した海上橋からは廃道区間の名残が見られる。
静岡市駿河区内の手越原I.C.（国道1号）- 広野交差点間の静岡市道およびその延長上にある大崩海岸を通る道路は、かつては国道150号であった。焼津バイパスの全通に伴い、2004年7月30日より静岡県道416号静岡焼津線となったという経緯もあり、起点も終点も国道150号との交点となっている。
焼津市の区画整理事業にともない、小川交番 - 道原交差点（約1.4km）の道路付替えが段階的に進められ、当該区間の県道は都市計画道路焼津下小田線および下小田大富線に付替えられた。2009年1月に小川交番付近の付替え工事が行われ、2010年2月24日に小川港道原線と小川島田幹線の間の旧道約380mが、2011年8月1日に残りの区間が廃道となった。
2013年10月15日には台風26号の接近に伴い、當目トンネル（焼津市浜当目）北側の道路が陥没したため、たけのこ岩トンネル（焼津市小浜）と當目トンネル間1.2kmが通行止となったことから、静岡県により通行止め箇所を迂回するトンネル「浜当目トンネル」が掘られ、2017年3月13日に開通した。
2024年7月2日、焼津市の浜当目トンネル付近で斜面の崩落が確認されたことから、同日夜から浜当目トンネルを含む焼津市浜当目 - 静岡市石部の区間を当面の間、全面通行止とする措置が取られた 。

## 地理
- 東名高速道路や国道150号が日本坂トンネルを通るのに対して、この県道は海側を通る。
- 終点付近には静岡福祉大学がある。

### 通過する自治体
- 静岡県
  - 静岡市（駿河区） - 焼津市

### 接続路線
- 国道150号（起点・終点）
- 静岡県道366号用宗停車場丸子線（静岡市用宗2丁目）
- 静岡県道30号焼津藤枝線・静岡県道81号焼津森線（重複・焼津市本町3丁目交差点）
- 静岡県道226号高洲和田線（県道416号の終点は、県道226号と国道150号の重複区間）

### 交差している道路
- 静岡県道31号焼津榛原線（焼津市本町二丁目交差点）
- 静岡県道222号上青島焼津線（焼津市焼津五丁目交差点）
- 小川島田幹線 （焼津市石津）